# 小野村 (岐阜県郡上郡)
小野村（おのむら）はかつて岐阜県郡上郡に存在した村である。
現在の郡上市八幡町小野に該当する。

## 歴史
- 1889年（明治22年）7月1日 - 町村制により、小野村が発足。
- 1897年（明治30年）4月1日 - 有穂村、初納村、旭村、市島村と合併し口明方村発足。同日小野村は廃止。